# ТЕ129
ТЕ129 — радянський шестивісний вантажопасажирський тепловоз, потужністю 4000 к.с., що будувався на Луганському тепловозобудівному заводі. Конструктивно посилена версія тепловоза ТЕ109. Було випущено 7 локомотивів (разом з прототипом), які пізніше продали до НДР, де вони отримали позначення серії 142 (з 1992 — 242). Один з тепловозів сімейства ТЕ109.
1975 тепловоз отримав диплом та велику золоту медаль Лейпцизького ярмарку.

### Проектування
Луганський завод закінчував виготовлення перших в СРСР тепловозів з електричною передачею змінно-постійного струму (ТЕ109), а в головному управлінні тепловозобудування міністерства важкого, енергетичного і транспортного машинобудування вже розробляли технічне завдання на новий, більш потужний вантажно-пасажирський магістральний тепловоз з чотиритактним дизельним двигуном потужністю 4000 к.с., електричною передачею змінно-постійного струму і з уніфікованою екіпажною частиною тепловоза ТЕ109. 4 вересня 1968 заступник міністра важкого, енергетичного і транспортного машинобудування Ейсмонт затвердив технічне завдання на проектування експортного тепловоза. 15 листопада 1970 вийшла постанова № 400 Держкомітету Ради Міністрів СРСР з науки і техніки, в якому у додатку № 116 передбачалося побудувати новий експортний тепловоз потужністю 4000 к.с. 1971.

### Прототип
1974 Луганський завод випустив прототип локомотива, який позначили ТЕ129-001. Уніфікований за механічною частиною з тепловозом ТЕ109, ТЕ129 мав усі останні напрацювання того часу:
- Економічний чотиритактний дизельний двигун (витрата палива — 155 г/е.л.с.•г);
- Електрична передача змінно-постійного струму;
- П'ятиступінчатий реостатне гальмо потужністю 1300 кВт;
- Генератор опалення потужністю до 745 кВт для живлення електричного опалення пасажирських вагонів;

Також тепловоз мав обладнання для роботи за системою багатьох одиниць. На вимогу залізниць НДР, випробування нового тепловоза проводилися в СРСР. Стендові випробування виконали на самому заводі, після чого ТЕ129-001 відправили до локомотивного депо Брест (Білоруська залізниця) для проходження експлуатаційних випробувань.
Навесні 1975 ТЕ129-001 був представлений на Лейпцизькому ярмарку (НДР), де 15 березня був відзначений дипломом і великою золотою медаллю. А 13 — 17 липня 1977 він був представлений на другій міжнародній виставці «Залізничний транспорт 77» в (м. Щербинка, Московська область), де удостоївся багатьох позитивних відгуків.

## Технічні характеристики дизельного двигуна
- Назва — 5-5Д49
- Виробник — Коломенський завод
- Тип — 16ЧН26/26
- Потужність к.с. — 4000
- Оберти потужності — 1000 об/хв
- Конфігурація — V-подібний
- Циліндрів — 16
- Діаметр циліндра — 260 мм
- Хід поршня  — 260 мм
- Охолодження — водне
- Кількість тактів — 4